# Saint-Senoux
Saint-Senoux è un comune francese di 1 685 abitanti situato nel dipartimento dell'Ille-et-Vilaine nella regione della Bretagna.

## Società

### Evoluzione demografica
Abitanti censiti